# 石餅

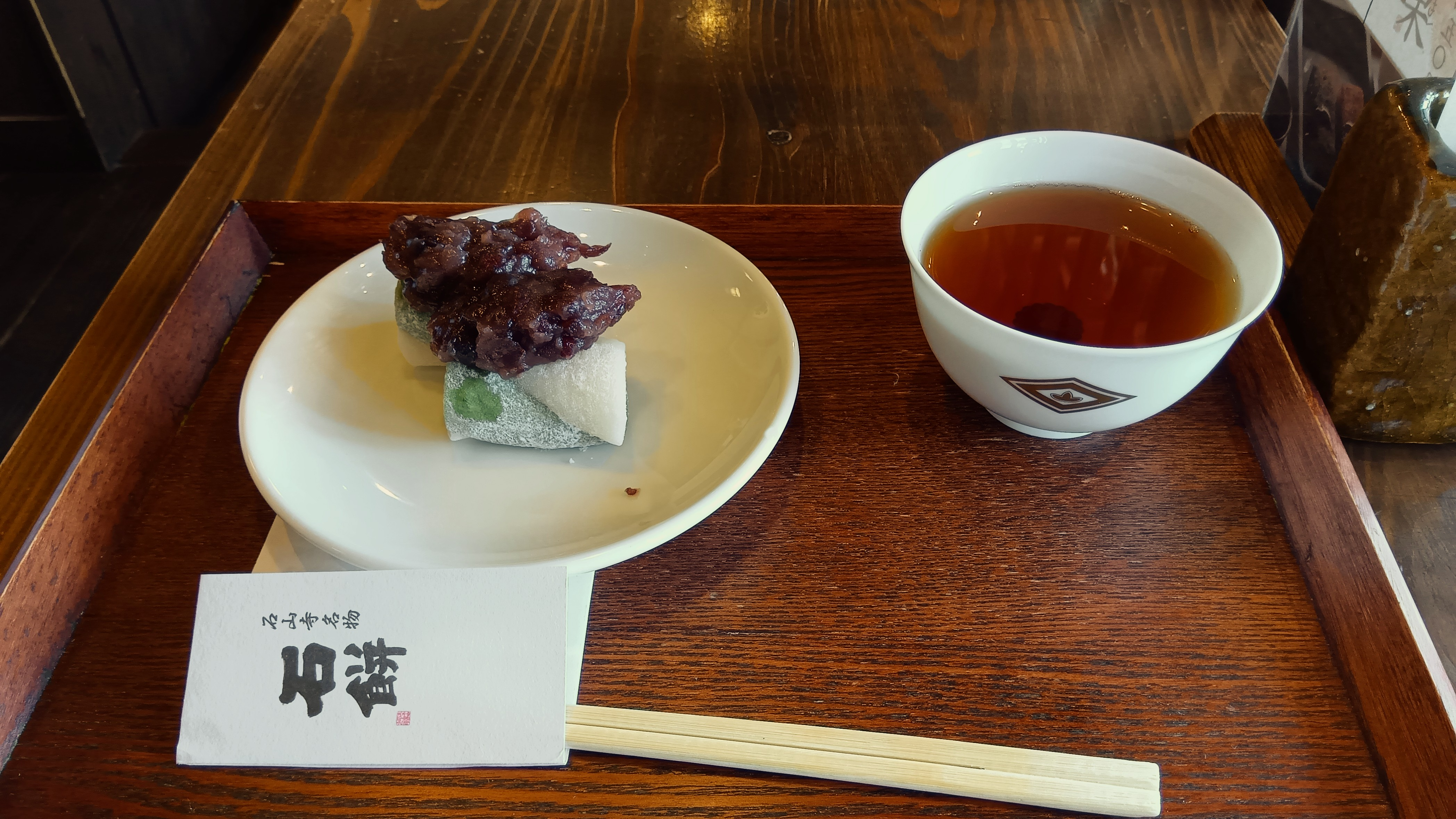
石山寺名物 石餅

石餅（いしもち）は滋賀県大津市の餅菓子。石山寺門前の茶店で製造・販売されている。
石餅は白餅と蓬餅をねじり、小豆餡を石山寺の由来となった珪灰石（けいかいせき）に模して盛り付けられて作られる。
石山寺によると、明治時代中期まで門前の茶店で参拝者に振る舞われたと伝わる。
2016年、大津市の和菓子業・叶 匠壽庵が復元。石山寺店限定で販売されているが2024年、土曜・日曜限定で全店舗で販売されることになった。